# ザ・ピーナッツバター・ファルコン
『ザ・ピーナッツバター・ファルコン』（The Peanut Butter Falcon）は2019年のアメリカ合衆国のドラマ映画。タイラー・ニルソンとマイケル・シュワルツの長編映画監督デビュー作で、出演はシャイア・ラブーフ、ザック・ゴッサーゲン、ダコタ・ジョンソンなど。プロレスラーに憧れて施設から逃げ出したダウン症の青年、事件を起こして逃亡する漁師、青年を追ってきた施設の看護師の旅を描いたロードムービーである。
本作は主演のラブーフが撮影中に起こした事件のために公開が危ぶまれていたが、何とか公開に漕ぎつけ、興行的・批評的成功を収めた（後述）。

## ストーリー
老人の養護施設で暮らすダウン症の青年ザックはプロレスラーになることを夢見ている。そんなある日、ザックは一念発起して養護施設から脱走し、とあるレスラー養成学校へと向かうことにする。その養成学校はザックが憧れているレスラー、ソルトウォーター・レッドネックが運営する学校である。道中、ザックは逃亡中のならず者タイラーに遭遇する。2人は一緒に旅をすることになり、タイラーはザックのスパーリング相手を務めることになる。ほどなくして、2人は施設の看護師エレノアに追い付かれてしまうが、説得の末に、エレノアも旅に同行することになる。
本作はそんな3人の旅模様を描き出した作品であり、『ハックルベリー・フィンの冒険』の現代版とも言うべき作品である。

## キャスト
※括弧内は日本語吹替
- タイラー: シャイア・ラブーフ（小松史法） - 漁師。
- ザック: ザック・ゴッサーゲン（粟野志門） - 老人養護施設で暮らすダウン症の青年。
- エレノア: ダコタ・ジョンソン（遠藤綾） - ザックの世話をしている老人養護施設の看護師。
- ダンカン: ジョン・ホークス（樫井笙人） - タイラーを追う漁師。
- カール: ブルース・ダーン - 老人養護施設のザックの友人。
- マーク: ジョン・バーンサル - タイラーの兄。故人。
- クリント / ソルトウォーター・レッドネック: トーマス・ヘイデン・チャーチ - ザックが憧れている悪役プロレスラー。
- ラットボーイ: イェラウルフ - ダンカンの相棒。
- サム: ジェイク・ロバーツ - ザックと対戦するレスラー。
- ジェイコブ: ミック・フォーリー - ザックとサムのプロレス試合のレフェリー。

## 製作
2017年6月14日、ダコタ・ジョンソンとブルース・ダーンがシャイア・ラブーフ主演の新作映画に出演するとの報道があった。7月24日、ジョン・ホークス、ジョン・バーンサル、トーマス・ヘイデン・チャーチがキャスト入りした。
本作の撮影中、ラブーフは泥酔して迷惑行為に及んだために逮捕され、拘留中にアフリカ系の警察官に人種差別的な発言を繰り返すという事件を起こした。当時、ラブーフは奇行が多いことで知られていたが、上述の一件は特に批判を浴び、本作の公開が危ぶまれる事態にまで至ったが、本作が俳優デビュー作となるザック・ゴッサーゲンは「君はもう有名だけど、これ（映画）が僕のチャンスなんだ。それを台無しにした」とラブーフに言った。それを聞いたラブーフは更生することを誓い、アルコール中毒の治療に真剣に取り組むことにしたのだという。

## マーケティング・興行収入
2019年3月9日、本作はサウス・バイ・サウスウェストでプレミア上映された。5月15日、ロードサイド・アトラクションズが本作の全米配給権を獲得したとの報道があった。6月20日、本作のオフィシャル・トレイラーが公開された。
2019年8月9日、本作は全米17館で限定公開され、公開初週末に20万4803ドル（1館当たり1万2047ドル）を稼ぎ出し、週末興行収入ランキング初登場20位となった。各都市でチケットの売り切れが続出する異例のヒット作となった。8月23日、本作は全米996館まで公開規模が拡大され、週末に297万ドルを稼ぎ出し、週末興行収入ランキング12位となっている。

## 評価
本作は批評家から絶賛されている。映画批評集積サイトのRotten Tomatoesには216件のレビューがあり、批評家支持率は95%、平均点は10点満点で7.5点となっている。サイト側による批評家の見解の要約は「俳優たちの素晴らしい演技によって、心温まる冒険に生命が吹き込まれている。『ザ・ピーナッツバター・ファルコン』はアメリカ文学の古典から現代にも通じる魅力を引き出した。」となっている。また、Metacriticには28件のレビューがあり、高評価は23件、賛否混在は5件、低評価はなく、加重平均値は70/100となっている。なお、本作のCinemaScoreはA+となっている。